# 弗蘭克·喬治·卡朋特

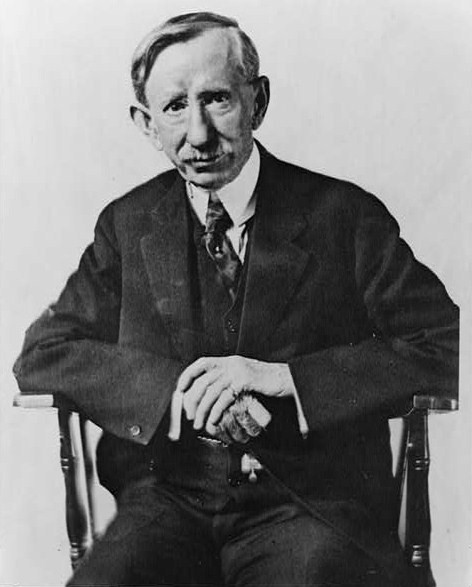
弗蘭克·喬治·卡朋特

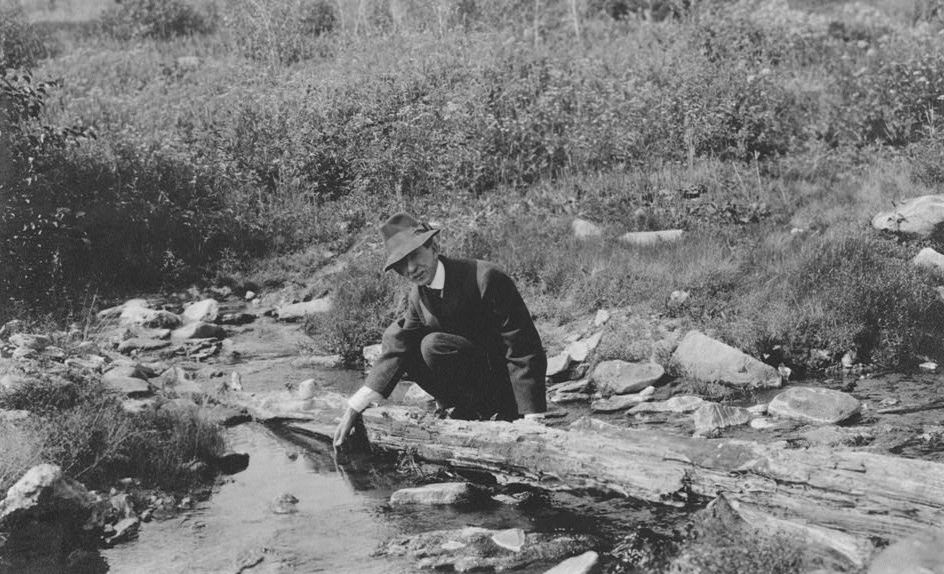
弗蘭克·卡朋特在阿拉斯加溫泉城

弗蘭克·喬治·卡朋特（英語：Frank George  Carpenter，1855年6月18日，俄亥俄州曼斯費爾德-1924年5月8日，南京）是一位美國作家、攝影師和相片搜集者。他是很多標準地理學教科書的作者，有《卡朋特世界環遊》（Carpenter's World Travels）系列，在20世紀早期這一系列書籍風靡一時。
1910年-1924年間，他和女兒弗朗西斯拍攝了一系列阿拉斯加的照片，其中超過5,000張在弗朗西斯去世時被贈予了美國國會圖書館。

## 外部連結
- Frank and Frances Carpenter Collection at the Library of Congress （页面存档备份，存于）
  - "Background and Scope" （页面存档备份，存于）, with short biographies of Frank and Frances Carpenter